# Jorinde et Joringel
Jorinde et Joringel (en allemand : Jorinde und Joringel) est un conte populaire allemand qui figure parmi ceux recueillis par les frères Grimm, dès la première édition, dans le premier volume de Contes de l'enfance et du foyer (Kinder- und Hausmärchen, 1812, n° KHM 69). Il relève du conte-type AT 405 auquel il a donné son nom.
Ce conte a été emprunté avec des modifications mineures par les frères Grimm à un récit autobiographique de Johann Heinrich Jung-Stilling, publié en 1779.

## Résumé
Jorinde et Joringel sont un jeune couple d'amoureux, tous deux d'une grande beauté. Partis se promener en forêt, ils se retrouvent à proximité d'un inquiétant vieux château, habité par une sorcière douée du pouvoir de métamorphose ; elle est en outre capable de figer sur place quiconque s'approche à moins de cent pas du château, et de transformer les jeunes filles en oiseaux, qu'elle enferme dans des cages. Alors que le soir tombe sur la forêt, les deux amoureux se sentent étrangement angoissés. Jorinde entame une chanson plaintive, qui se termine en pépiement : elle est devenue rossignol, tandis que son ami se retrouve comme pétrifié. Arrive à tire d'aile une chouette, qui ne tarde pas à reprendre sa forme originelle : c'est la sorcière, qui emporte le rossignol au château et ordonne à un démon de libérer Joringel. Celui-ci supplie en vain la sorcière de libérer sa bien-aimée.
Désespéré, Joringel s'en va au hasard, et devient berger. Une nuit, il rêve d'une fleur rouge magique, et part à sa recherche. Ayant fini par la découvrir, il s'approche du château et parvient à y pénétrer, protégé par le pouvoir de la fleur. Il découvre la salle aux oiseaux, que la magicienne est occupée à nourrir. Comment reconnaître Jorinde parmi les centaines de rossignols enfermés ? Il se rend compte que la sorcière cherche à s'éclipser, une cage à la main. Il se précipite et touche de la fleur la cage et la sorcière : la vieille perd tous ses pouvoirs, et Jorinde reprend forme humaine. Joringel libère toutes les autres jeunes filles de leur apparence d'oiseaux, puis rentre chez lui avec Jorinde, et ils vivront heureux ensemble.

## Analogies
- Les frères Grimm signalent en note une version orale de la région de la Schwalm, qui présente peu de différences avec celle-ci (il s'agit de deux enfants, et c'est le petit garçon qui est transformé en oiseau et emprisonné par la sorcière ; la petite fille transforme la sorcière en corbeau grâce à la fleur, puis ultérieurement lui fait reprendre sa forme première).
- Le conte KHM 123 (La Vieille dans la forêt, en allemand : Die Alte im Wald) présente des similiarités avec ce conte.
- Marie Campbell a noté une variante de ce conte au Kentucky (The Flower of Dew) [4], [5].
- Une fleur vermeille, ou écarlate, apparaît dans le conte russe La Plume de Finist-Clair-Faucon. Ce thème a été repris par Sergueï Aksakov qui a écrit un conte intitulé La Petite Fleur écarlate (en russe : Аленький цветочек, 1858) ; il s'agit d'une adaptation russe de La Belle et la Bête. Le conte a lui-même donné lieu a un dessin animé soviétique du même nom en 1952.
- Dans la mythologie grecque, Philomèle et Procné sont deux sœurs transformées, l'une en rossignol, l'autre en hirondelle. L'histoire est racontée par le poète latin Ovide dans ses Métamorphoses. En français, Philomèle a donné son nom à une espèce de rossignol au chant mélodieux.

## Commentaires
Stith Thompson indique que ce conte, à l'intrigue très simple, n'est connu quasi exclusivement qu'en Allemagne. Le conte-type ne figure pas dans Le Conte populaire français de Delarue et Tenèze.
Natacha Rimasson-Fertin mentionne, à la suite de Hans-Jörg Uther, que ce conte avait aux yeux des frères Grimm, « toutes les caractéristiques du conte idéal (notamment l'insertion de vers et l'intrigue resserrée) ».

## Dans la culture populaire
- Le conte a été repris, traduit en anglais, par Andrew Lang dans son recueil The Green Fairy Book (1892).
- Jorinde et Joringel figure dans la série anthologique japonaise d'anime Grimm's Fairy Tale Classics (saison 1, épisode 17, 1988).
- Le conte figure aussi dans la série télévisée allemande Simsala Grimm (2ème saison, 2011-2011, épisode 25).
- Jorinde und Joringel est le titre d'un film allemand (de) de Bodo Fürneisen (2011) basé sur le conte.
- Un épisode de la série d'animation Simsala Grimm[7].